# Cleisostoma lendyanum
Cleisostoma lendyanum är en orkidéart som först beskrevs av Heinrich Gustav Reichenbach, och fick sitt nu gällande namn av Leslie Andrew Garay. Cleisostoma lendyanum ingår i släktet Cleisostoma och familjen orkidéer.
Artens utbredningsområde är Vietnam. Inga underarter finns listade i Catalogue of Life.